# Siergiej Pietrow (zapaśnik)
Siergiej Dmitrijewicz Pietrow (ros. Сергей Дмитриевич Петров; ur. 10 maja 1980) – rosyjski zapaśnik walczący w stylu klasycznym. Szósty na mistrzostwach Europy w 2004. Wojskowy wicemistrz świata w 2005. Czwarty w Pucharze Świata w 2003 i 2006; szósty w 2005 i ósmy w 2007. Mistrz Europy juniorów w 2000. Trzeci na mistrzostwach Rosji w 2005, 2006 i 2007 roku.